# عباس‌آباد کل‌کل
عباس‌آباد کل‌کل، روستایی از توابع بخش کوزران شهرستان کرمانشاه در استان کرمانشاه ایران است.

## جمعیت
این روستا در دهستان سنجابی قرار دارد و براساس سرشماری مرکز آمار ایران در سال ۱۳۸۵، جمعیت آن ۲۰۴ نفر (۳۳خانوار) بوده‌است.